# Jully-lès-Buxy
 Jully-lès-Buxy  es una población y comuna francesa, en la región de Borgoña, departamento de Saona y Loira, en el distrito de Chalon-sur-Saône y cantón de Buxy.

## Demografía
| 264 | 266 | 230 | 227 | 283 | 300 |
| Para los censos de 1962 a 1999 la población legal corresponde a la población sin duplicidades (Fuente: INSEE [Consultar]) |     |     |     |     |     |